# 宏单元
在集成电路设计中，利用宏单元（英語：macrocell，又譯為巨晶元）阵列是特殊應用積體電路的半定制设计途径之一。宏单元是由相对逻辑门抽象级别更高的触发器、算术逻辑单元、硬體暫存器等组成的预定义逻辑功能实现单元。 这些逻辑单元作为一个宏单元整体被安置在硅片上。在制造过程中，工程师需要构建各个预定义单元之间的金属互连线，不同的连线方式可以在更高逻辑层次实现不同的功能。现场可编程逻辑门阵列（FPGA）由宏单元构成。